# Mielnik (Bystrzyca Kłodzka)

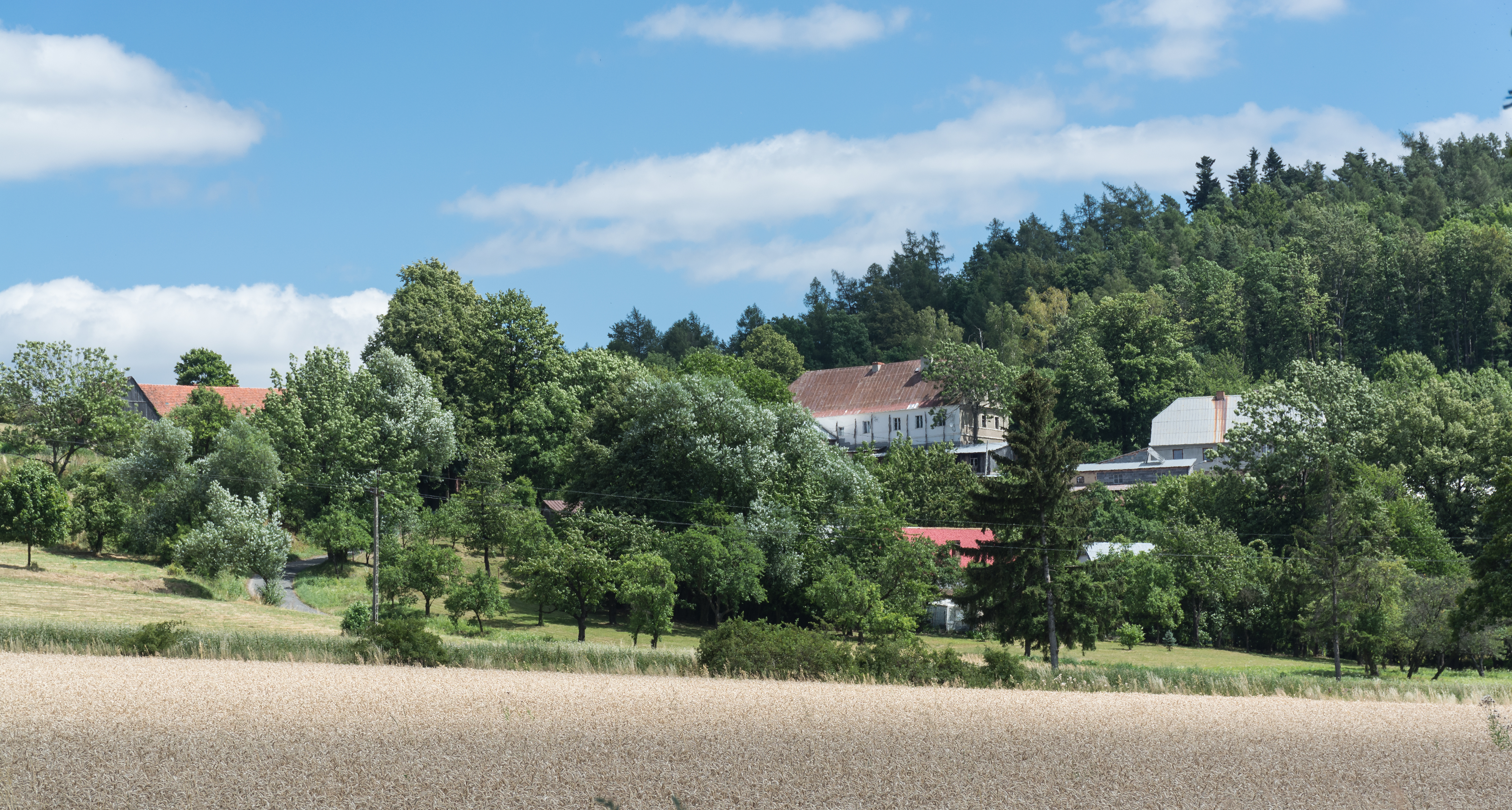
Melnik von Westen (2015)

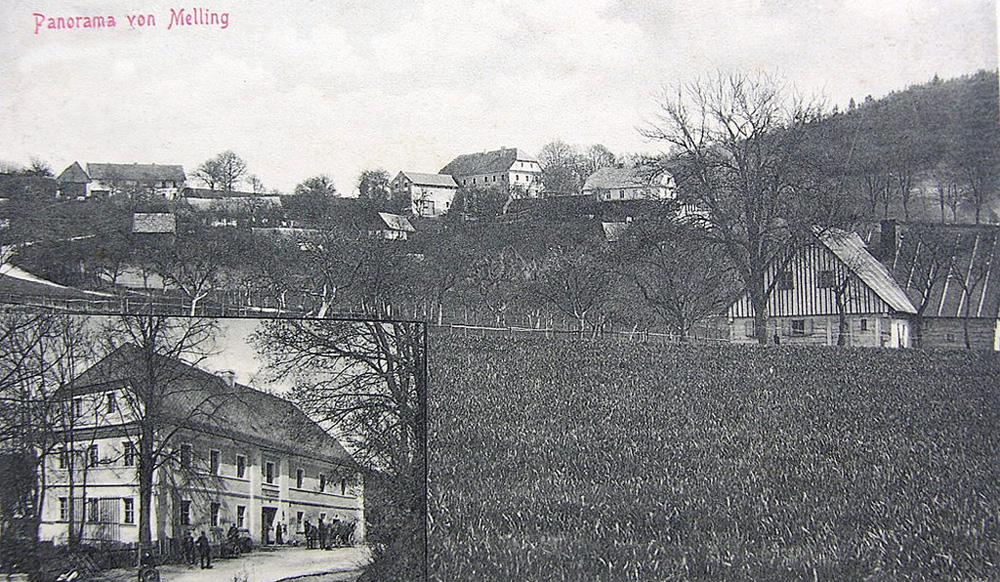
Historische Ansicht von Melling mit dem Gasthaus Weißkoppe am Pass

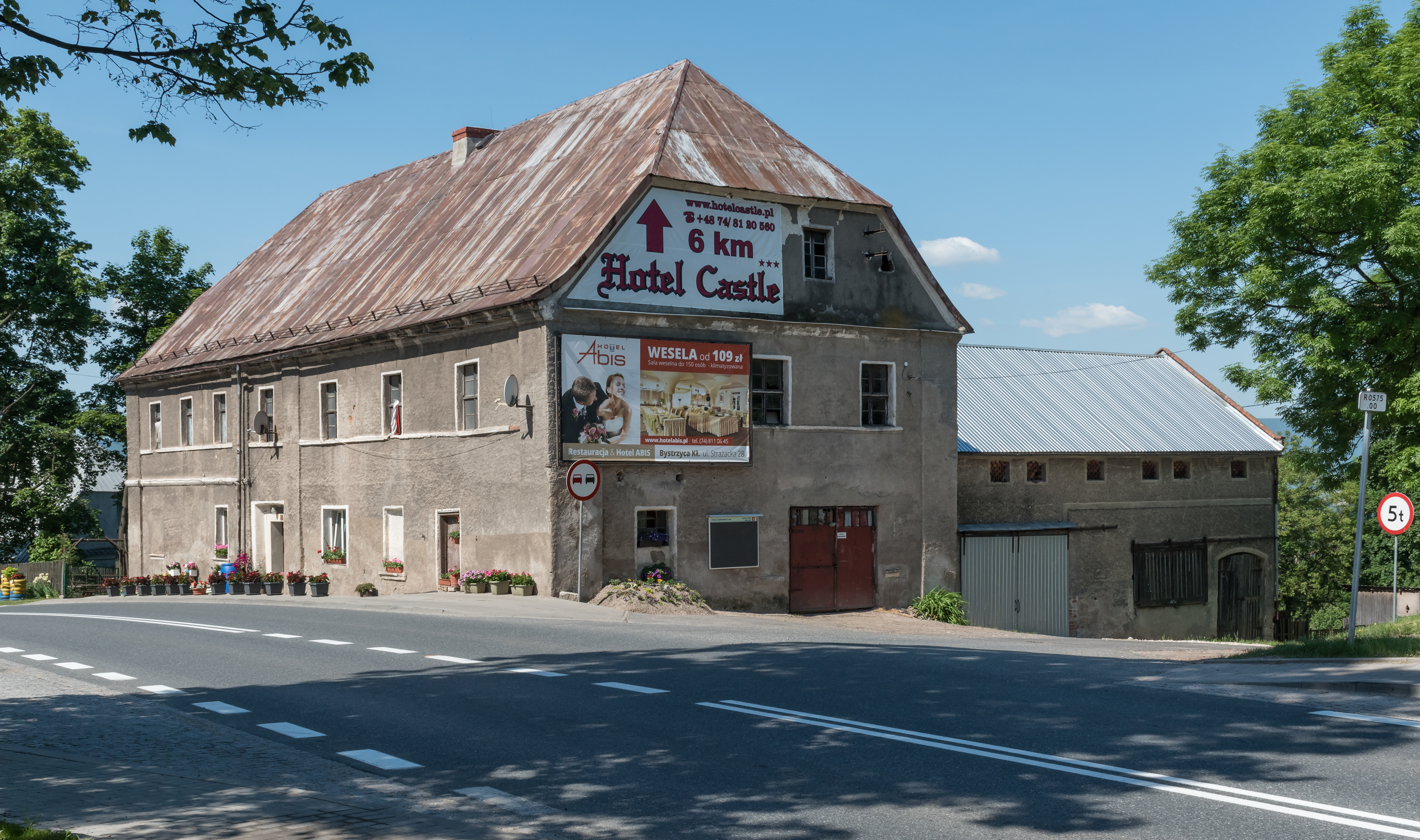
Ehemaliges Gasthaus 2017

Mielnik (deutsch: Melling) ist ein Ort in der Stadt- und Landgemeinde Bystrzyca Kłodzka im Powiat Kłodzki der Woiwodschaft Niederschlesien in Polen. Es liegt sechs Kilometer nördlich Bystrzyca Kłodzka (Habelschwerdt).

## Geographie
Mielnik liegt am Südwesthang eines flachen Höhenzuges zwischen dem Tal der Glatzer Neiße (polnisch Nysa Kłodzka) und dem Bieletal, den die Straße von Kłodzko (Glatz) nach Międzylesie (Mittelwalde) hier überquert. Dieser etwa 50 Meter über dem Talgelände liegende Pass wird als Przelęcz Mielnicka (Melling-Pass) bezeichnet. Nachbarorte von Mielnik sind Żelazno (Eisersdorf) im Norden, Romanowo (Raumnitz) im Osten, Piotrowice (Herrnpetersdorf) im Südosten, Zabłocie (Krotenpfuhl) im Süden, Szklarka (Glasendorf) im Südwesten und Gorzanów (Grafenort) im Westen. Nördlich erhebt sich die 518 m hohe Weißkoppe (Wapniarka).

## Geschichte
„Melnik“  wurde erstmals im Jahre 1358 erwähnt. 1421 wurde es als Melning und 1625 als Melnitz bezeichnet. Es war zur Pfarrkirche in Rengersdorf gewidmet und gehörte von Anfang an zum Glatzer Land, mit dem es die Geschichte seiner politischen und kirchlichen Zugehörigkeit teilte. Es bestand aus einem Dominialanteil und einem Freirichtergut.
Der Dominialanteil gehörte um die Mitte des 14. Jahrhunderts dem Ritter Hanke von Knoblauchsdorf. Später gelangte Melling an die Herren von Ratold. Otto, Martin und Hans von Ratold verkauften 1421 eine Hälfte von Melling dem Nickel von Knoblauchsdorf, dem damals der spätere Ratschinhof in Arnsdorf (Grafenort) gehörte. Um 1520 verkauften die Gebrüder Ratold den Gebrüdern Ratschin die zweite Hälfte, so dass ab dieser Zeit ganz Melling, mit Ausnahme des Freirichterguts, zum Ratschinhof gehörte. 1559 war es, zusammen mit dem Ratschinhof und einem Anteil Altwaltersdorf, im Besitz des Georg von Ratschin, der Ende des 16. Jahrhunderts einige Bauerngüter aufkaufte, aus denen er ein Vorwerk bildete, das als „das Fritschengütel“ bezeichnet wurde. Sein Sohn Hans von Ratschin verlor 1625 wegen seiner Beteiligung am Böhmischen Ständeaufstand von 1618 ein Drittel seiner Besitzungen. Da er dieses Drittel nicht wieder einlösen konnte, gelangte Melling zusammen mit dem Ratschinhof und dem Anteil Altwaltersdorf 1628 an Johann Arbogast von Annenberg, dem schon der Moschen- und der Schlosshof in Arnsdorf gehörten. Er bildete aus den erworbenen Anteilen die Herrschaft Grafenort. 1638 wurden Melling zusammen mit den zum Ratschinhof gehörenden Besitzungen vom Lehen ins Erbe gesetzt. Nach dem Übergang der Herrschaft Grafenort an Johann Friedrich von Herberstein gehörte Melling zu der von ihm gebildeten Majoratsherrschaft Grafenort.
Nach dem Ersten Schlesischen Krieg 1742 und endgültig mit dem Hubertusburger Frieden 1763 fiel Melling zusammen mit der Grafschaft Glatz an Preußen. Für Anfang des 18. Jahrhunderts sind nachgewiesen: Ein herrschaftliches Vorwerk, ein Freirichtergut, ein Kalksteinbruch, fünf Bauern sowie 24 Gärtner und Häusler. Unter den Bewohnern befanden sich je ein Schneider, Schuster und Schmied. Auf Wunsch der Bewohner wurde Melling 1786 von der Pfarrei Rengersdorf gelöst und zur Pfarrkirche nach Grafenort gewidmet. Mit den Preußischen Reformen wurde 1807 die Erbuntertänigkeit aufgehoben.
Nach der Neugliederung Preußens gehörte Melling ab 1815 zur Provinz Schlesien und war zunächst dem Landkreis Glatz und ab 1818 dem neu gebildeten Landkreis Habelschwerdt eingegliedert, mit dem es bis 1945 verbunden blieb. Ab 1874 gehörte die Landgemeinde Melling zum Amtsbezirk Alt Lomnitz 1939 wurden 141 Einwohner gezählt.
Als Folge des Zweiten Weltkriegs fiel Melling 1945 wie fast ganz Schlesien an Polen und wurde in Mielnik umbenannt. Die deutsche Bevölkerung wurde vertrieben. Die neu angesiedelten Bewohner waren teilweise Zwangsumgesiedelte aus Ostpolen, das an die Sowjetunion gefallen war. 1975–1998 gehörte Mielnik zur Woiwodschaft Wałbrzych (Waldenburg).

### Freirichtergut
Erster namentlich bekannter Besitzer des Freirichterguts war 1465 Thomas von Melling. Die nächsten Freirichter kamen aus den Familien Sauer und Egel. 1606 erlangte es Hans Franke, der vorher die Witwe des Jakob Egel geheiratet hatte. Er verkaufte das Freirichtergut 1614 dem Georg Peschke aus Arnsdorf, der es 1618 dem Christian Greifenhaben veräußerte. Dieser wurde 1625 wegen seiner Beteiligung am Böhmischen Ständeaufstand von 1618 zu 125 Talern Strafe verurteilt und sein Gut konfisziert. 1630 erwarb es Kaspar Burghardt, bei dessen Nachkommen es bis 1766 verblieb, als es Johann Christoph Burghard seinem Schwiegersohn Johann Josef Läufer aus Pohldorf verkaufte. Diesem folgte sein Sohn Joseph Läufer. Zu dieser Zeit gehörten zum Freirichtergut ein Kretscham, je ein Schneider, Schuster und Schmied sowie ein Robotgärtner.

## Sehenswürdigkeiten
- Dreifaltigkeitssäule mit der Darstellung einer Pietà in der Bekrönung.

## Persönlichkeiten
- Alois Mühlan (1856–1935), Gymnasiallehrer, Herausgeber und Übersetzer französischer Literatur und Schriftsteller.[3][4]